# Barranca Yaco

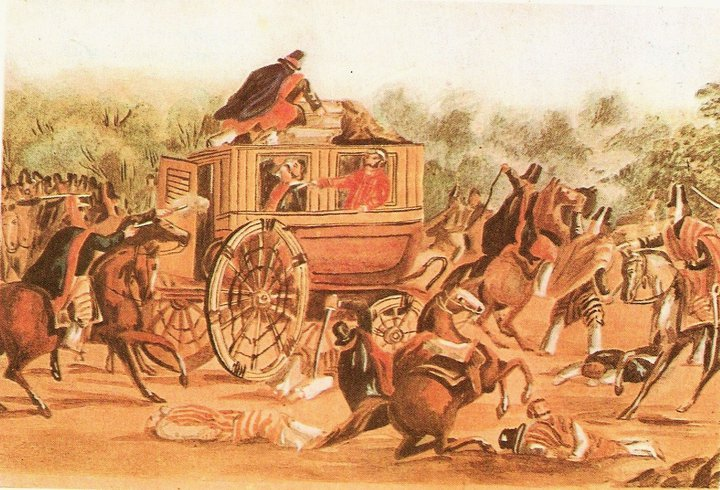
Asesinato de Facundo Quiroga en Barranca Yaco.

La Barranca de Yaco, o Barranca Yaco, es un accidente geográfico donde existió una posta del otrora Camino Real del Virreinato del Río de la Plata, hallándose localizada en Córdoba, entre las postas de Los Talas y Sinsacate, en la actual Argentina, donde se elevaban unos altos montículos de espesa vegetación junto a una laguna; solían detenerse allí los viajeros para abrevar a sus animales, en el camino entre la región del Altiplano andino y la ciudad de Córdoba. La palabra "Yaco" parece provenir del quechua Yaku, que significa "agua": aunque los quechuas nunca llegaron a invadir territorios de la provincia de Córdoba, la difusión del quechua se debió paradojalmente a la conquista española, que supo usar al quechua como lengua vehicular.
El sitio es famoso por haber ocurrido allí el asesinato del caudillo federal Juan Facundo Quiroga, el 16 de febrero de 1835, a manos de una partida dirigida por Santos Pérez, y enviada, según se cree, por los también federales Hermanos Reynafé. Un monumento recuerda hoy el hecho.